# Östandinsk myrfågel
Östandinsk myrfågel (Drymophila caudata) är en fågel i familjen myrfåglar inom ordningen tättingar.

## Utseende
Östandinsk myrfågel är en 14–16 cm lång långstjärtad myrfågel. Hjässan och främre delen av ovansidan är svart med vita streck hos hanen, kanel- eller rostbruna hos honan. Hanen skiljer sig från strimmig myrfågel genom längre och ljusare stjärt utan fkäckar, streckad strupe och kraftigare streckning ovan.

## Utbredning och systematik
Fågeln förekommer i östra Anderna i Colombia (Santander söderut till Caquetá and Huila). Tidigare behandlades santamartamyrfågel (D. hellmayri), venezuelamyrfågel (D. klagesi) samt strimhuvad myrfågel (D. striaticeps) alla som en del av caudata, som då kallades långsjärtad myrfågel.

## Status
Arten har ett stort utbredningsområde, men beståndet är litet och fragmenterat, och den minskar sannolikt i antal, dock inte tillräckligt kraftigt för att anses vara hotad. IUCN kategoriserar arten som livskraftig. Världspopulationen uppskattas bestå av endast 3000 till 6700 vuxna individer.